# الغابة النفضية المعتدلة

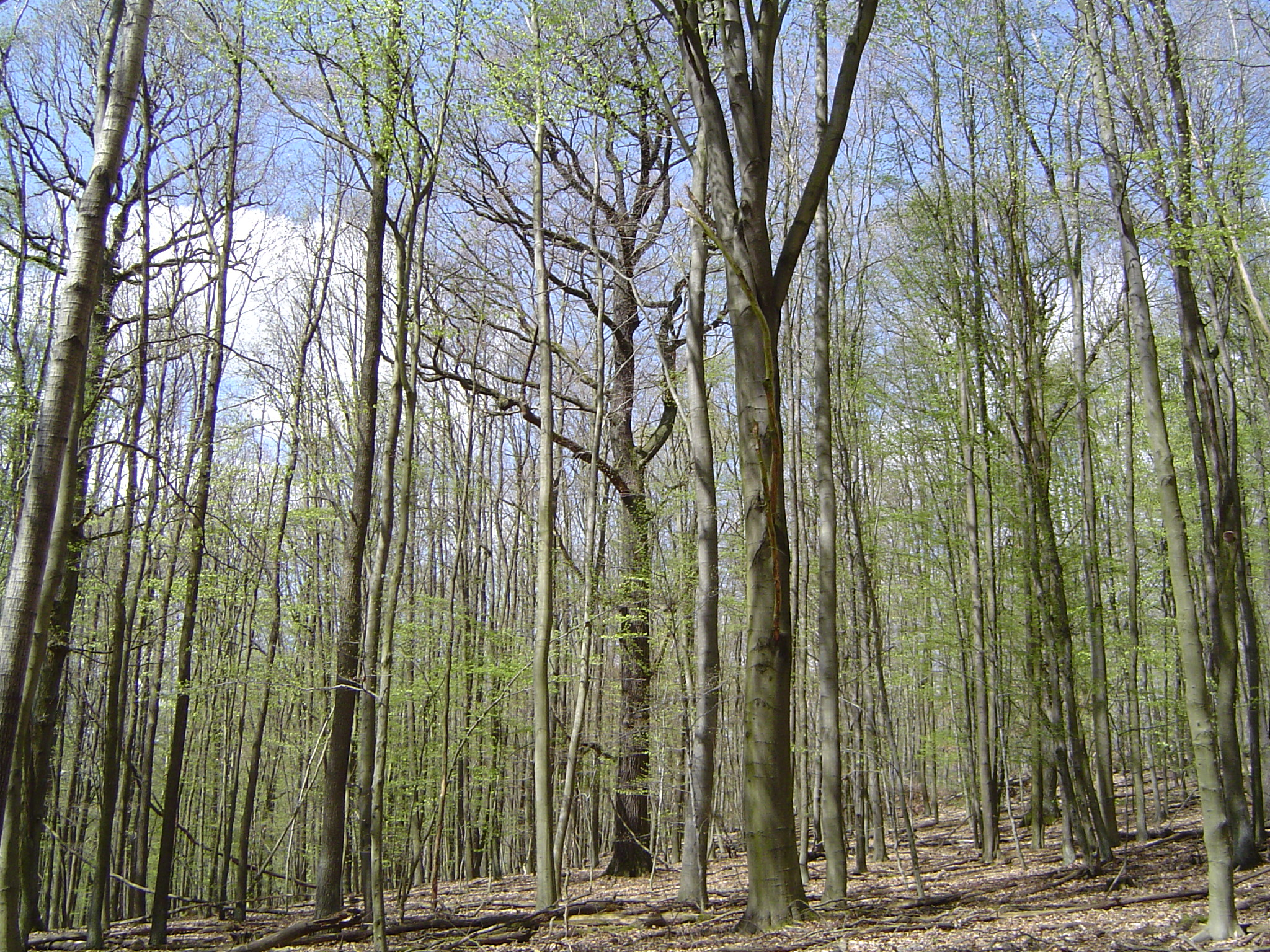
غابة نفضية معتدلة في ألمانيا

الغابات النفضية المعتدلة أو (بالإنجليزية: Temperate deciduous forests)، هي مجموعة متنوعة من الغابات المعتدلة التي تهيمن عليها الأشجار التي تفقد أوراقها كل عام. توجد في المناطق ذات الصيف الدافئ الرطب والشتاء البارد. تقع المناطق الستة الرئيسية لهذا النوع من الغابات في نصف الكرة الشمالي: أمريكا الشمالية وشرق آسيا وفي أوروبا الوسطى والغربية (باستثناء ويلز وأيرلندا وغرب اسكتلندا) والدنمارك وجنوب السويد وجنوب النرويج. ينتشر هذا النوع من الغابات في مساحات أقل بأستراليا وبجنوب أمريكا الجنوبية.
تتباين الأمثلة لأشجار هذه الغابات المتساقطة المعتدلة من غابات نصف الكرة الشمالي عنها في نصف الكرة الجنوبية حيث تشتمل الغابات المتساقطة في النصف الشمالي على البلوط والقيقب والزان والدردار، بينما في نصف الكرة الجنوبي، تهيمن أشجار جنس الزان الجنوبي على هذا النوع من الغابات. يكون تنوع الأشجار أعلى في المناطق التي يكون فيها فصل الشتاء أكثر اعتدالًا، وكذلك في المناطق الجبلية التي توفر مجموعة من أنواع التربة والمناخات. تعتبر أكبر غابة نفضية معتدلة سليمة في العالم حتى اليوم محمية داخل حديقة آديرونداك التي تبلغ مساحتها ستة ملايين فدان في المنطقة الشمالية من مدينة نيويورك في الولايات المتحدة.

## آثار الإنسان
غالبًا ما استعمر البشر مناطق في الغابة النفضية المعتدلة. لقد حصدت ملايين الأشجار من أجل استخدام أخشابها ولإنتاج الفحم. خلال فترة بناء المستوطنات في أمريكا الشمالية، تم تصدير البوتاس المصنوع من رماد الأشجار إلى أوروبا كسماد. هذا الفعل أبقى وترك أقل من ربع الغابات الأصلية.
العديد من الغابات هي الآن متشرمة في مساحت صغيرة متفرقة بين الحقول والطرق. غالبًا ما تختلف كثيرًا هذه الأشبه بالجزر الخضراء الصغيرة عن الغابات الأصلية، خاصة على طول الحواف. لا يزال إدخال الأمراض الغريبة بسبب الاستيطان أكبر تهديد يواجه مستقبل هذه البقايا من الغابات كفقدان الكستناء والدردار.
في الوقت نفسه، هناك أنواع من الحيوانات التي تم ادخالها مؤخرا مثل الغزلان، تعمل على تدمير البيئة النباتية الطبيعية مما لها من تأثيرات ضارة على تجديد الأشجار بشكل عام، ولكن بشكل خاص للأنواع الصالحة للأكل بما في ذلك الطقسوس، والبتولا الصفراء، والهيملوك. رعي الغزلان له أيضا آثار سلبية كبيرة على عدد ونوع النباتات المزهرة العشبية. يشير الضغط المستمر لزيادة أعداد الغزلان، والقتل المستمر لأكبر الحيوانات آكلة الحوم، إلى أن الإفراط في الرعي من قبل الغزلان سيظل مشكلة كبيرة في الحفاظ على الغابات.

## صور لأشجار الغابات النفضية المعتدلة

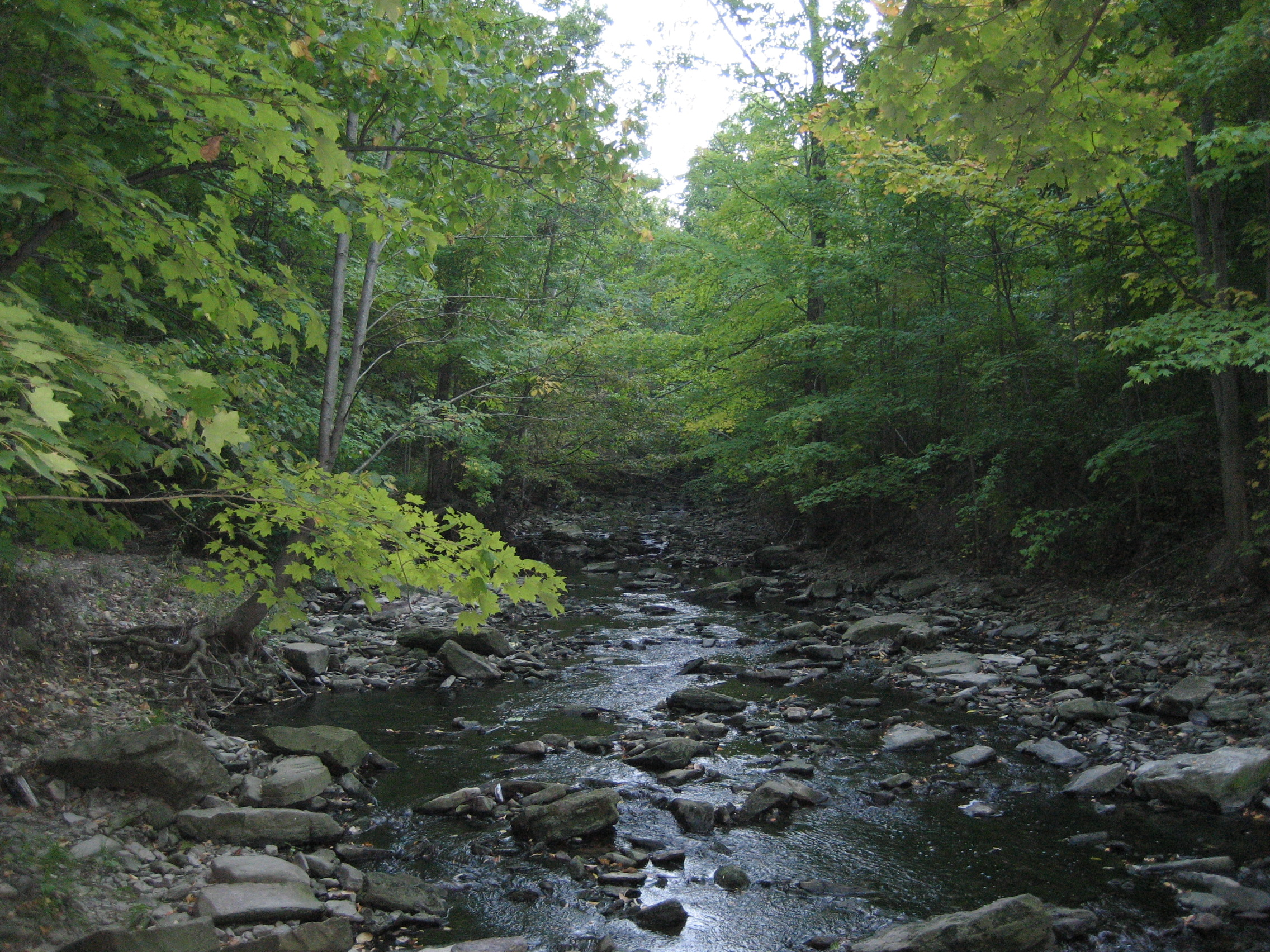
الغابات تحافظ على تدفق المياه في الجداول
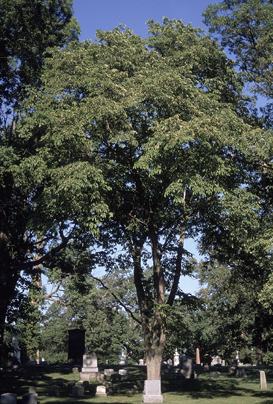
شجرة دردار ناضجة
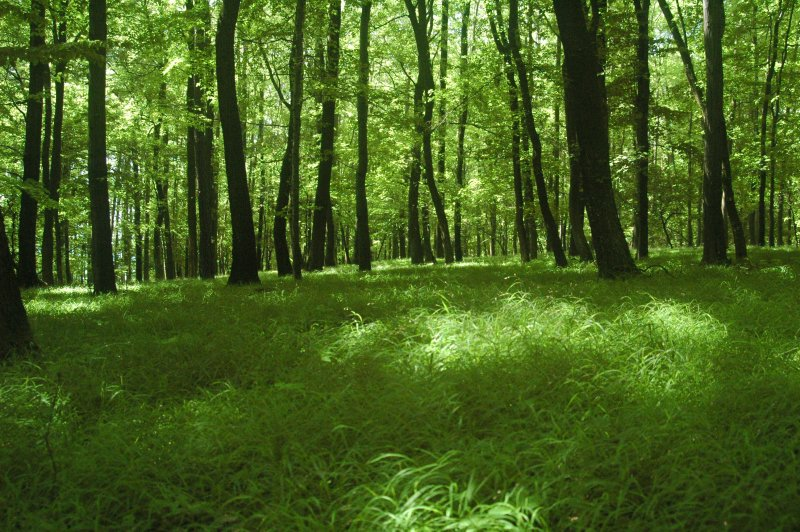
غابة نفضية متفتحة
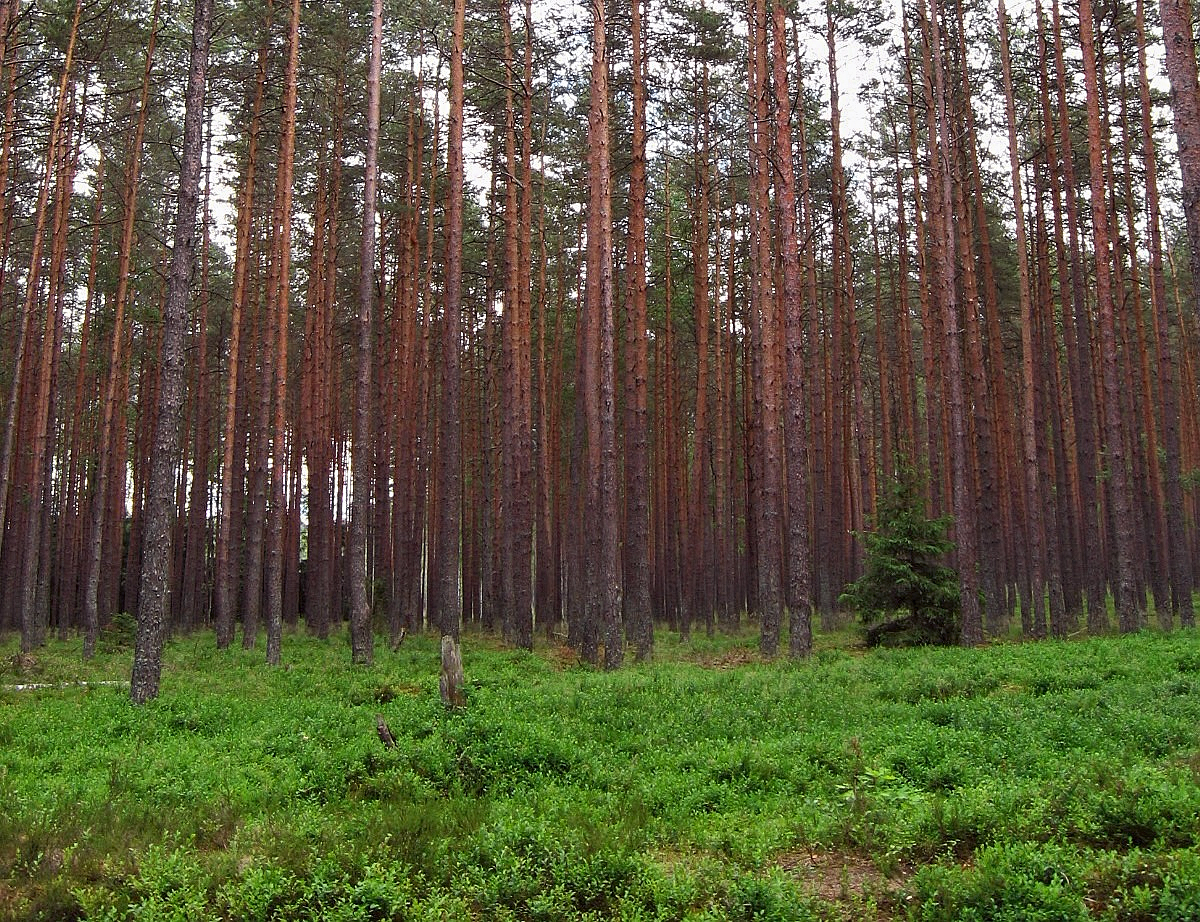
صنوبر نفضي متأخر
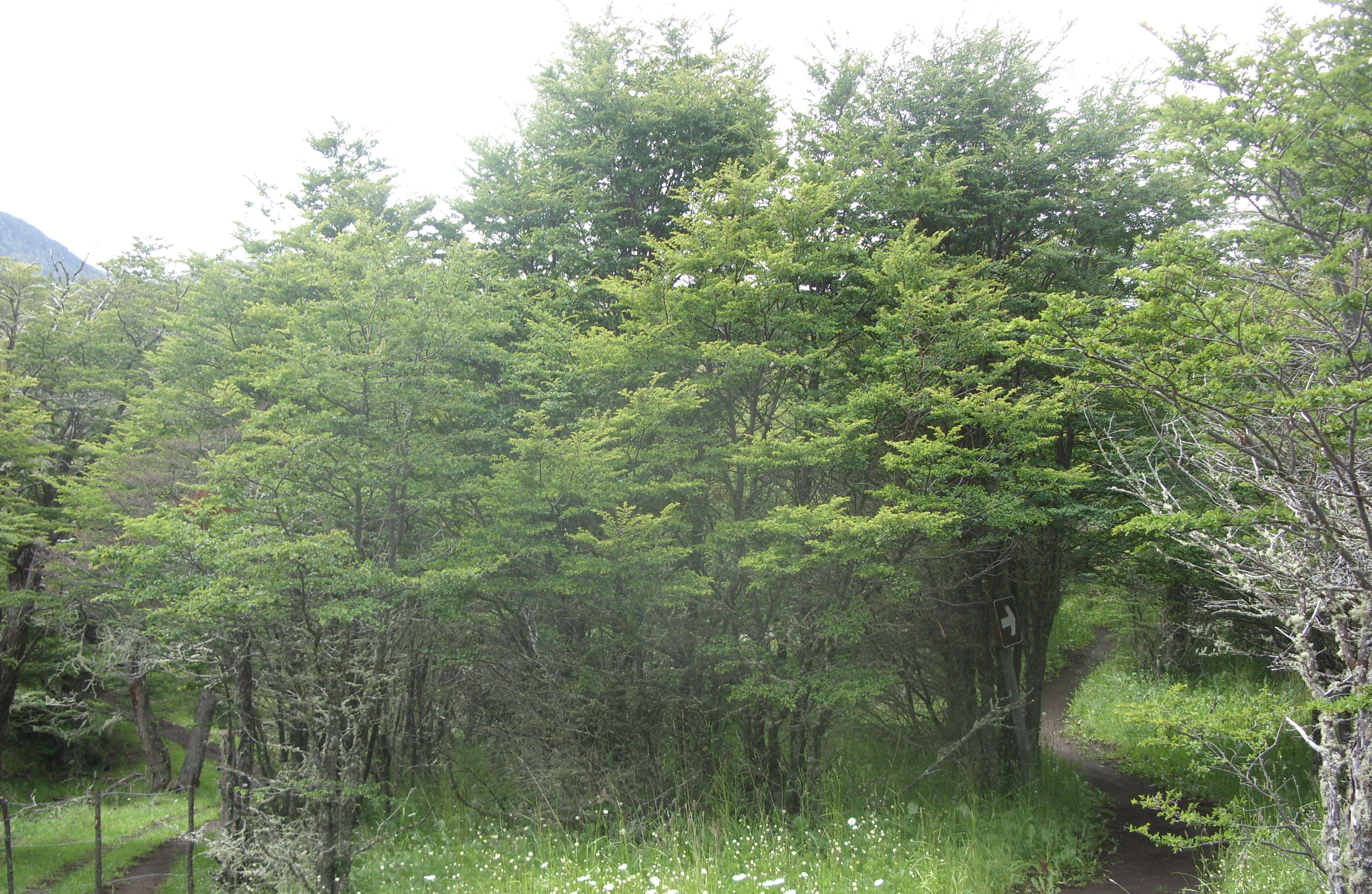
أشجار الزان الجنوبية في فصل الصيف
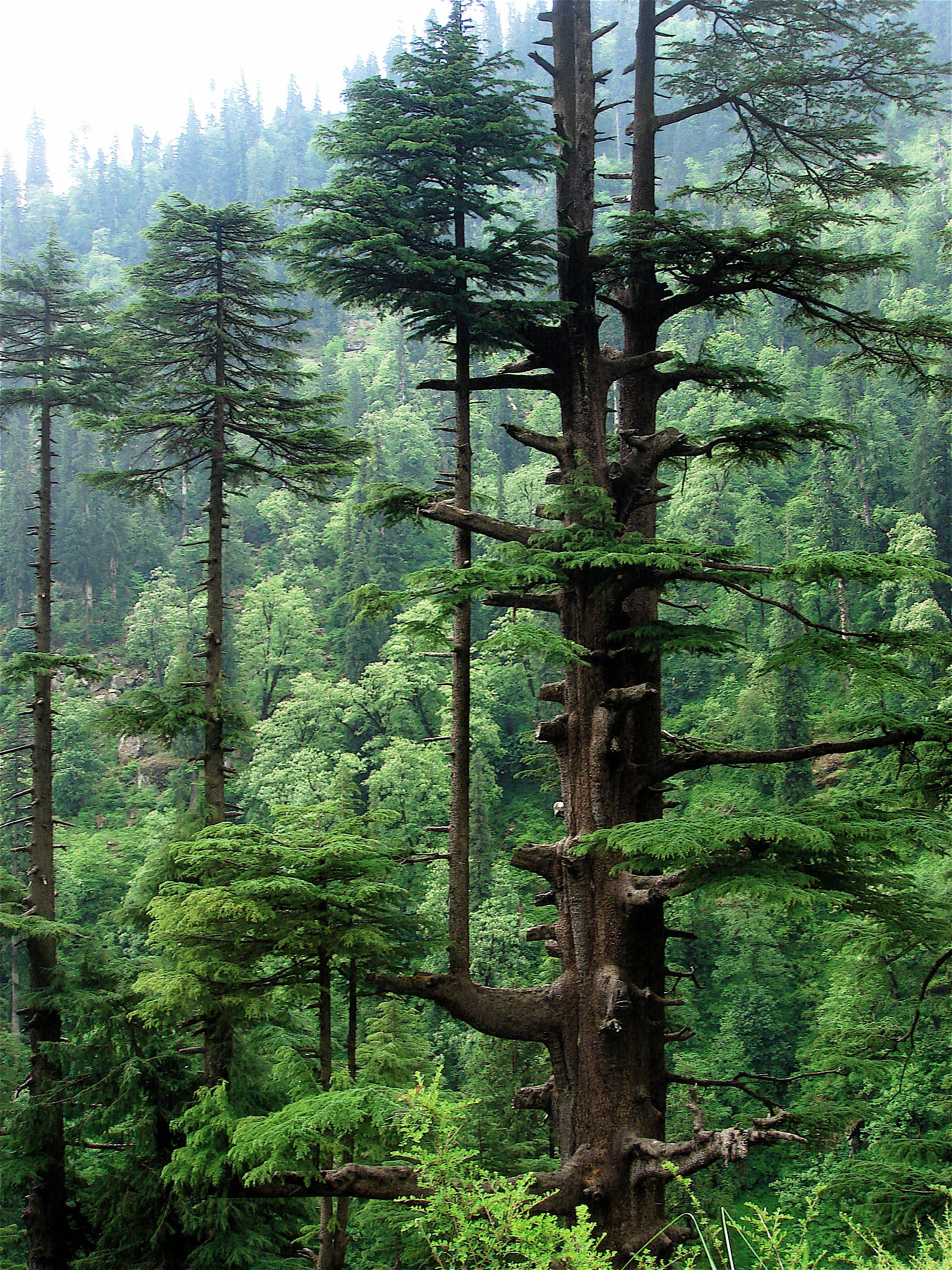
شجرة أرز دوداري من جنس الصنوبريات النفضية عريضة الأوراق في جبال الهيمالايا الغربية

## روابط خارجية
- A map of biome distribution (غابات نفضية معتدلة بالأخضر الداكن)